# 相沢沙呼
相沢 沙呼（あいざわ さこ、男性、1983年〈昭和58年〉3月3日 - ）は、日本の小説家・脚本家・漫画原作者。埼玉県生まれ。聖学院大学人文学部日本文化学科中退。日本推理作家協会会員。

## 経歴
2009年『午前零時のサンドリヨン』で東京創元社主催の第19回鮎川哲也賞を受賞しデビュー。選考委員の山田正紀は「とにかく達者な印象で、文章もいちばん練れていた。ポップでとてもいい作品」と評した。2011年3月「原始人ランナウェイ」が第64回日本推理作家協会賞（短編部門）候補作となる。近年では、ライトノベル（『緑陽のクエスタ・リリカ』）の執筆や漫画原作なども行っている。
2019年刊行の『medium 霊媒探偵城塚翡翠』にて、『このミステリーがすごい！ 2020年版』国内編1位、『2020本格ミステリ・ベスト10』国内ランキング1位、Apple Books「2019年ベストブック」ベストミステリー、第20回本格ミステリ大賞小説部門の4冠を達成した。また、同作は第41回吉川英治文学新人賞の候補、第17回本屋大賞ノミネート作品となった。
2020年『小説の神様』が映画化。
デビュー作で扱われているマジックは作者本人もたしなんでおり、鮎川哲也賞の贈呈式や、デビュー作刊行時に行われたトークイベント（2009年10月 三省堂書店大宮店）では、実際にマジックを実演してみせた。

## ミステリ・ランキング
- 週刊文春ミステリーベスト10
  - 2019年 - 『medium 霊媒探偵城塚翡翠』5位
  - 2021年 - 『invert 城塚翡翠倒叙集』12位

- このミステリーがすごい!
  - 2018年 - 『マツリカ・マトリョシカ』18位
  - 2020年 - 『medium 霊媒探偵城塚翡翠』1位
  - 2022年 - 『invert 城塚翡翠倒叙集』6位
  - 2023年 - 『invert II 覗き窓の死角』28位

- 本格ミステリ・ベスト10
  - 2013年 - 『ココロ・ファインダ』27位
  - 2018年 - 『マツリカ・マトリョシカ』14位
  - 2020年 - 『medium 霊媒探偵城塚翡翠』1位
  - 2022年 - 『invert 城塚翡翠倒叙集』9位

- ミステリが読みたい!
  - 2022年 - 『invert 城塚翡翠倒叙集』9位

- MRC大賞
  - 2022年 - 『invert II 覗き窓の死角』7位

## 作品リスト

### 酉乃初の事件簿シリーズ
- 午前零時のサンドリヨン（2009年10月 東京創元社 / 2012年10月 創元推理文庫）
  - 収録作品：空回りトライアンフ / 胸中カード・スタッブ / あてにならないプレディクタ / あなたのためのワイルド・カード
- ロートケプシェン、こっちにおいで（2011年11月 東京創元社 / 2015年1月 創元推理文庫）
  - 収録作品：アウトオブサイドじゃ伝わらない / ひとりよがりのデリュージョン / 恋のおまじないのチンク・ア・チンク / スペルバウンドに気をつけて / ひびくリンキング・リンク

### マツリカシリーズ
- マツリカ・マジョルカ（2012年3月 角川書店 / 2016年2月 角川文庫）
  - 収録作品：原始人ランナウェイ / 幽鬼的テレスコープ / いたずらディスガイズ / さよならメランコリア
- マツリカ・マハリタ（2013年8月 角川書店 / 2016年8月 角川文庫）
  - 収録作品：落英インフェリア / 心霊ディテクティブ / 墜落インビジブル / おわかれソリチュード
- マツリカ・マトリョシカ（2017年8月 KADOKAWA / 2020年3月 角川文庫）

### 小説の神様シリーズ
- 小説の神様（2016年6月 講談社タイガ）
- 小説の神様 あなたを読む物語 (上) （2018年8月 講談社タイガ）
- 小説の神様 あなたを読む物語 (下) （2018年9月 講談社タイガ）

### 城塚翡翠シリーズ
- medium 霊媒探偵城塚翡翠（2019年9月 講談社 / 2021年9月 講談社文庫）
- invert 城塚翡翠倒叙集（2021年7月 講談社 / 2023年11月 講談社文庫）
  - 収録作品：雲上の晴れ間 / 泡沫の審判 / 信用ならない目撃者
- invert II 覗き窓の死角（2022年9月 講談社）
  - 収録作品：生者の言伝 / 覗き窓の死角

### その他
- ココロ・ファインダ（2012年4月 光文社 / 2014年9月 光文社文庫）
  - 収録作品：コンプレックス・フィルタ / ピンホール・キャッチ / ツインレンズ・パララックス / ペンタプリズム・コントラスト
- 卯月の雪のレター・レター（2013年11月 東京創元社 / 2016年3月 創元推理文庫）
  - 収録作品：小生意気リゲット / こそどろストレイ / チョコレートに、躍る指 / 狼少女の帰還 / 卯月の雪のレター・レター
- 雨の降る日は学校に行かない（2014年3月 集英社 / 2017年3月 集英社文庫）
  - 収録作品：ねぇ、卵の殻が付いている / 好きな人のいない教室 / 死にたいノート / プリーツ・カースト / 放課後のピント合わせ / 雨の降る日は学校に行かない
- スキュラ&カリュブディス 死の口吻（2014年9月 新潮文庫nex）
- 緑陽のクエスタ・リリカ 魂の彫塑（2015年10月 MF文庫J） - イラスト：so-bin
- 教室に並んだ背表紙（2020年12月 集英社 / 2023年6月 集英社文庫）
  - 収録作品：その背に指を伸ばして / しおりを滲ませて、めくる先 / やさしいわたしの綴りかた / 花布の咲くころ / 煌めきのしずくをかぶせる / 教室に並んだ背表紙

### アンソロジー
「」内が相沢沙呼の作品
- 放課後探偵団 書き下ろし学園ミステリ・アンソロジー（2010年11月 創元推理文庫）「恋のおまじないのチンク・ア・チンク」
- ザ・ベストミステリーズ 2011 推理小説年鑑（2011年7月 講談社）「原始人ランナウェイ」
  - 【分冊・改題】Shadow 闇に潜む真実 ミステリー傑作選（2014年11月 講談社文庫）
- ベスト本格ミステリ2014（2014年6月 講談社ノベルス）「狼少女の帰還」
- 謎の放課後 学校の七不思議（2015年8月 角川文庫）「フレンドシップ・シェイパー」
- 小説 魔法使いの嫁 銀糸篇（2017年10月 マッグガーデンノベルス）「ウォールド・アビーの階下で」
- 私がモテないのはどう考えてもお前らが悪い！ 小説アンソロジー（2019年11月 星海社FICTIONS）「夏帆」
- 小説の神様 わたしたちの物語 小説の神様アンソロジー（2020年4月 講談社タイガ）「神様の探索」
- 彼女。 百合小説アンソロジー（2022年3月 実業之日本社 / 2024年2月 実業之日本社文庫）「微笑の対価」

### 単著未収録短編
- 愛をささやくもの（講談社『メフィスト』2011 VOL.3） - 英国妖精学シリーズ（仮）
- Drop by drop（徳間書店『読楽』2012年4月号）
- イソカン・センシティヴ（光文社『ジャーロ』2012年秋冬号） - シンパセティック・レフレックス第1話
- 正しさの初期起動（角川書店『小説 野性時代』2013年7月号）
- グリッター・デベロッパー（光文社『ジャーロ』2013年夏号） - シンパセティック・レフレックス第2話
- フレンドシップ・シェイパー（角川書店『小説 野性時代』2014年12月号）
- ギガくらりの殺人（東京創元社『紙魚の手帖』vol.05 JUNE 2022） - 城塚翡翠シリーズ
- 春の佩帯（講談社『小説現代』2022年10月号） - 城塚翡翠シリーズ

### 共著
- 円居挽のミステリ塾（2022年6月 星海社新書） - 円居挽、青崎有吾、斜線堂有紀、日向夏、麻耶雄嵩との共著。円居挽との対談を収録。

### 漫画原作
- 現代魔女の就職事情（画：はま、KADOKAWA『月刊コミック電撃大王』2015年6月号 - 2018年2月号、電撃コミックスNEXT 全5巻）

### 朗読劇
- Kiramune Presents リーディングライブ 『密室の中の亡霊 幻視探偵』（2019年10月19日 - 27日） - シナリオ[7]
  - Kiramune Presents READING LIVE 2024『密室の中の亡霊 幻視探偵』（再演）（2024年4月13日 - 14日） - シナリオ[8]
- Kiramune Presents READING LIVE 2024『幻視探偵 -笹嘉神島の殺人-』（2024年10月19日 - 27日） - 原作・脚本 [9]

### テレビドラマ
- 霊媒探偵・城塚翡翠（2022年10月16日 - 11月13日） - 原作・脚本・脚本協力
- invert 城塚翡翠 倒叙集（2022年11月20日 - ） - 原作・脚本・脚本協力